# Lebanon County
Lebanon County ist ein County im Bundesstaat Pennsylvania der Vereinigten Staaten. Bei der Volkszählung im Jahr 2020 hatte das County 143.257 Einwohner und eine Bevölkerungsdichte von 153 Einwohnern pro Quadratkilometer. Der Verwaltungssitz (County Seat) ist Lebanon.

## Geschichte
Das County wurde am 16. Februar 1813 gebildet. Der Name geht auf das Libanongebirge zurück, da in dieser Region viele Zedern wachsen.

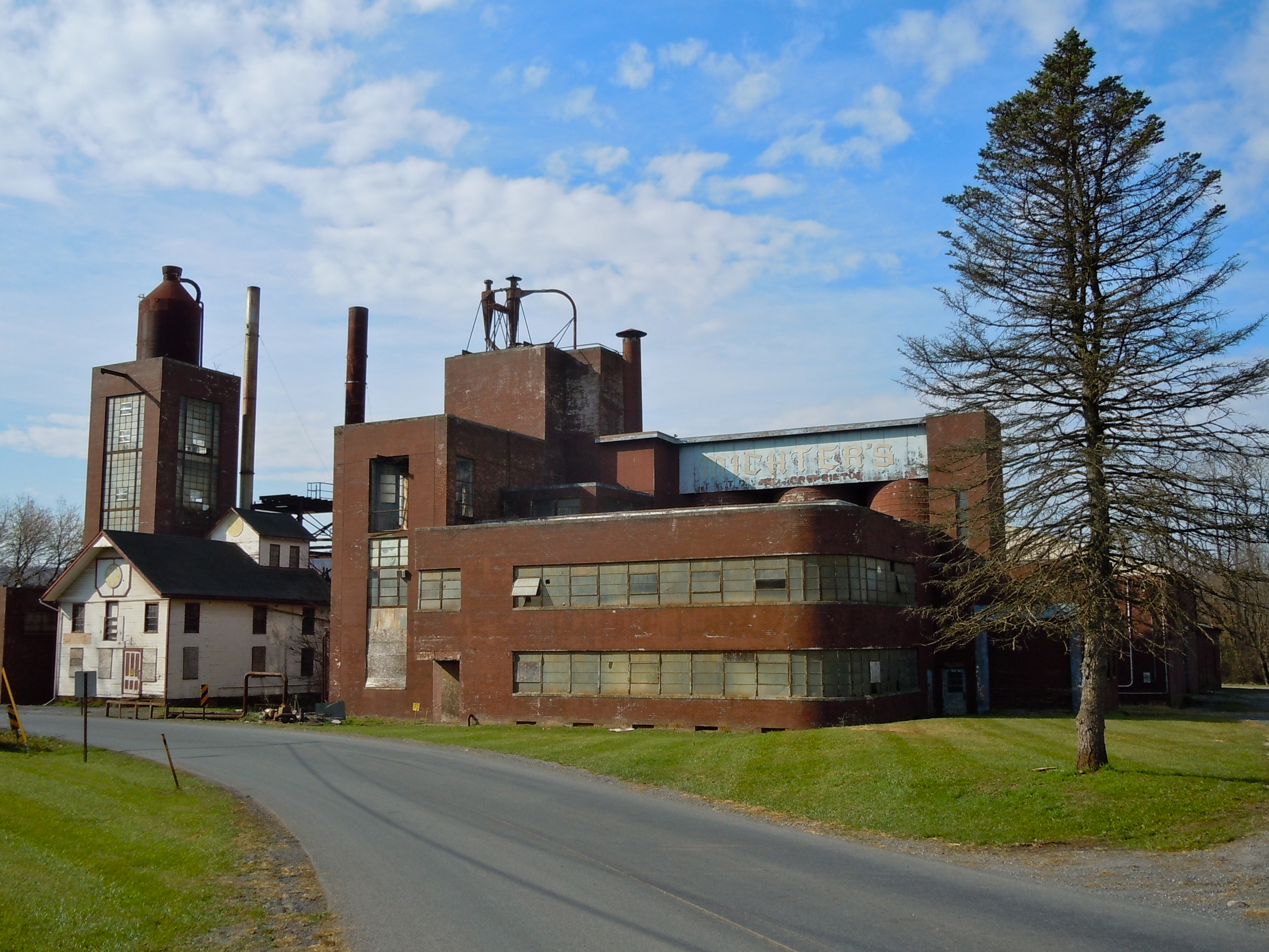
Die Bomberger’s Distillery ist eine von vier National Historic Landmarks im County.

Vier Orte im County haben den Status einer National Historic Landmark. 30 Bauwerke und Stätten des Countys sind im National Register of Historic Places (NRHP) eingetragen (Stand 23. Juli 2018).

## Geographie
Das County hat eine Fläche von 939 Quadratkilometern, wovon 2 Quadratkilometer Wasserfläche sind. Es wird vom Office of Management and Budget zu statistischen Zwecken als Lebanon, PA Metropolitan Statistical Area geführt.

## Städte und Ortschaften

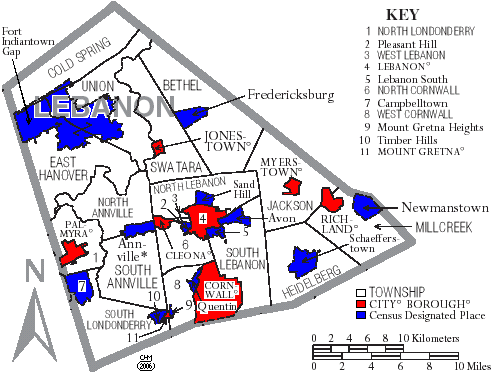
Karte des Lebanon Countys

| - Annville Township - Annville - Avon - Bethel Township - Campbelltown - Cleona - Cold Spring Township - Cornwall - East Hanover Township - Fort Indiantown Gap - Fredericksburg - Heidelberg Township - Jackson Township | - Jonestown - Lebanon South - Lebanon - Millcreek Township - Mount Gretna Heights - Mount Gretna - Myerstown - Newmanstown - North Annville Township - North Cornwall Township - North Lebanon Township - North Londonderry Township - Palmyra | - Pleasant Hill - Quentin - Richland - Sand Hill - Schaefferstown - South Annville Township - South Lebanon Township - South Londonderry Township - Swatara Township - Timber Hills - Union Township - West Cornwall Township - West Lebanon Township |